# Phalloniscus lamellatus
Phalloniscus lamellatus är en kräftdjursart som beskrevs av Albert Vandel1977. Phalloniscus lamellatus ingår i släktet Phalloniscus och familjen Dubioniscidae. Inga underarter finns listade i Catalogue of Life.